# Marron Vrouwen Netwerk
Het Marron Vrouwen Netwerk (MVN) is een Surinaamse organisatie die zich richt op de empowerment en belangenbehartiging van marronvrouwen. De organisatie is gevestigd in Paramaribo en werd in november 2000 opgericht door de sociologe Fidelia Graand-Galon en de econome Merina Jessemy-Eduards.
Het belangrijkste doel van de MWN is om marronvrouwen in de landelijke gebieden aan te sporen om met elkaar te netwerken en indirect om hen kennis te laten overbrengen en delen en samen projecten te laten invoeren die zorgen voor duurzame empowerment en sociaaleconomische vooruitgang.
Belangrijke activiteiten zijn de uitreiking van de Ahala Award, het doorlopende project Break the Silence om de stilte en taboe rondom aids/hiv te doorbreken, de productie van huishoudzeep en het geboorteregistratie-project (met UNICEF, de Medische Zending, en de ministeries van Binnenlandse Zaken en Regionale Ontwikkeling). Daarnaast houdt de WMN zich bezig met onderwerpen die de doelgroep aanspreken, variërend van waarom gekozen is voor het woord 'marron' en de actieve viering van de Dag der Marrons tot bemoeienis met het proces van de keuze van de nieuwe granman van de Saramaccaners en de mate van westerse invloed in het tribale beleid.

## Internationale conferentie in 2017
Op 13 oktober 2017 organiseerde het MVN samen met de gaan fiscali (granman-vicaris), Da Baaja, een internationale marronconferentie in het dorp Peto Ondro in Marowijne. Tijdens de conferentie tekenden marrons uit Suriname, Trinidad en Tobago en Jamaica een declaratie waarin zijn afspraken om samen op te trekken tijdens internationale conferenties. Onder de aanwezigen bevond zich granman Gloria Simms uit Jamaica.